# امپراتریس وانگ
امپراتریس وانگ (تولد:۶۲۸ - مرگ: ۲۲ نوامبر ۶۵۵) همسر امپراتور گائوزونگ بود و به مدت ۵ سال امپراتریس دودمان تانگ بود وی در سالهای اول با بانو شیائو رقابت بسیاری کرد، اما با ورود دوباره معشوقه سابق امپراتور تای زونگ بانو وو به دربار بعد از مدتی با بانو شیائو متحد شد تا بانو وو را نابود کند، زیرا که بانو وو زنی باهوش و پراز نیرنگ های سیاسی و بسیار خطرناک و جاه طلب بود، در سال ۶۵۴ اتحاد بانو شیائو و امپراتریس وانگ توسط ماشین کارهای زیرکانه بانو وو نابود شد. بزودی در همان سال بانو وو یک دختر بدنیا آورد که دو هفته بعد زمانی که امپراتریس وانگ برای دیدن پرنسس آمده بود به‌طور ناگهان بعد از رفتنش به دلیل خفگی درگذشت و بانو وو در ترفندی هوشمندانه امپراتریس وانگ را مقصر دانست (به اعتقاد مورخان بانو وو دختر خود را در جنگ تلخ قدرت برای خلع امپراتریس وانگ خفه کرد)، با این وجود که بانو شیائو و امپراتریس وانگ با هم متحد شدند و حامیان بسیاری از جمله تمامی صدراعظم های امپراتور گائوزونگ پشت آنها بودن، ولی فایدی نداشت، بانو وو تاثیر دقیق فرماندهی بر امپراتور گائوزونگ داشت و در دسیسه‌های سیاسی و درباری مهارت حیرت آور و کاملی داشت و خیلی زود رقبای خود را به طور جدی به جادوگری، زنا و خیانت متهم کرد. این دلایلی بود که امپراتور گائوزونگ که تحت تاثیر وو بدست آورد و آنها را در سال ۶۵۵ عزل و اخراج و بانو وو را به عنوان امپراتریس جدید معرفی کرد. ملکه وو سپس ملکه وانگ و بانو شیائو را بعد از عزل از جایگاهشان دستگیر و زندانی کرد، آنها را مانند مجرمان خطرناک در اتاق هایی کوچک که درهایشان محکم بسته شده بود نگهداشتن و خیلی کم بهشان غذا داده می شد و وادار به کارهای سخت (مانند آسیاب برنج می کردند) بعد آنها را به طرز بی رحمانه ای اعدام کرد - پاها و دستان زنان هر دو خرد و بعد قطع شد و بعد آنها را که همچنان زنده بودن در بشکه های شراب انداختن و چند روز بعد در بدترین عذاب ها جان خود را از دست دادند و بعد سر آنها بریده شد و بدن مثله شده آنها را سوزاندن.

## امپراتریس همسر
امپراتریس وانگ در سال ۶۵۰ میلادی با صعود شوهرش به تخت امپراتوری به عنوان همسر رسمی امپراتور به مقام امپراتریس چین می رسد.
در سال ۶۵۰ میلادی با رسیدن به قدرت، امپراتریس وانگ با مشکلی بزرگ روبرو می شود، بانو شیائو که همسر اعظم سلطنتی و صیغه اصلی امپراتوری بود برای این که توجه امپراتور را به خود جلب کند با امپراتریس وانگ وارد رقابت می شود و امپراتریس وانگ در اوایل دوره همسر با این مشکل روبرو بود هر چند این درگیری به زودی به دوستی و اتحاد تبدیل می شود زیرا که امپراتور گائوزونگ به همسر پدر خود وو منیانگ (بعداً وو زتیان) علاقه‌مند می شود و او را به عنوان معشوقه خود به دربار باز می گردانند و چرا که وو زتیان زنی بسیار زیبا و جوان و بلندپرواز بود به راحتی خود را در دل امپراتور تاز جا می کند و به زودی تبدیل به موردعلاقه ترین همسر وی می شود بانو وو در اوایل این دوره با امپراتریس وانگ و بانو شیائو با مهربانی رفتار می کند اما زمانی که وو زتیان اولین فرزندش یعنی لی هونگ را به دنیا می آورد شروع به مسموم کردن ذهن امپراتور می کند و بعداً در سال ۶۵۴ وو زتیان اتحاد بانو شیائو و امپراتریس وانگ را نابود کرده و بانو شیائو را متهم به جادوگری و خیانت به امپراتور می کند و او را از مقامش عزل و به زندان می اندازد و خود به مقام صیغه اصلی سلطنتی و مادر شاهزاده ولیعهد می رسد، وو زتیان در همان سال دختری به دنیا می آورد که دو هفته بعد به طور ناگهان به قتل می رسد در اصل مرگ کودک به این دلیل بود که زمانی که امپراتریس وانگ به دیدار دختر بچه می رود کودک به طور ناگهان بعد از رفتن امپراتریس وانگ خفه می شود و چرا که مرگ شاهزاده خانم خیلی مشکوک بود، وو زتیان مرگ دختر خود را عمداً به کردن امپراتریس وانگ می اندازد (به اعتقاد مورخان وو زتیان دختر خود را خفه کرد و قتل پرنسس را به کردن امپراتریس وانگ می اندازد) بعد از متهم شدن امپراتریس وانگ وی از مقام امپراتریس برکنار می شود و با توطئه های شیطانی بانو وو به زندان انداخته می شود.

## بعد از سقوط از قدرت و مرگ
بعد از سقوط از قدرت، امپراتریس وانگ و بانو شیائو به زندان انداخته می شوند، این زندان یک اتاق بسیار کوچک بود که فقط یک دریجه بسیار کوچک در آن وجود داشت و فقط از آن هوا جریان داشت و برای دریافت غذا از آن استفاده می کردند و شش روز بعد امپراتور گائوزونگ بانو وو را در مقام ملکه قرار داد، اما امپراتور گائوزونگ خیلی زود بعد از آن یک روز که به فکر وانگ و شیائو بود تصمیم گرفت به ملاقاتشان برود، هنگامی که او شرایطی را که در آنجا بود، دید، خیلی ناراحت شد و صدا زد: "ملکه، شوفی [عنوان بانو شیائو]، کجا هستید؟" ملکه وانگ، تلخ گریه کرد و پاسخ داد: "سرورم ما اینجا هستیم در این تاریکی بی انتها و ما مقصر شناخته شدیم و به عنوان خدمتکاران خیانتکار شناخته می شویم. چگونه هنوز می توانیم با عناوین محترم صدا شویم؟" وی همچنین التماس کرد، "اگر اعلیحضرت شما روابط گذشته ما را در نظر گرفته و به ما اجازه دهد تا دوباره روز روشن را ببینیم، لطفاً این مکان را" حیاط هویشیان"تغییر نام دهید ([(回心 院 ، به معنی"بازگشت در حیاط قلب")) "" امپراتور گائوزونگ در ابتدا با خوشحالی پذیرا بود و در پاسخ گفت:"اری من همین کار را سریع انجام خواهم داد." با این حال، هنگامی که یکی از بندگان او این را به اطلاع امپراتریس وو این رساند زمانی که او این حرف ها را از خدمتگذارش شنید، بشدت عصبانی شد، و او با فرمانی سلطنتی از طریق خودش صادر کرد که ۲۰ تن از بردگان قاتل را به سوی امپراتریس وانگ و بانو شیائو فرستاد و آنها ۱۰۰ بار دست و پای امپراتریس وانگ و بانو شیائو را ضرب و شتم کردند که کاملاً خرد شد و بعد قطع کردند. او سپس آنها را در کوزه های شراب بزرگی قرار داده بود و زمانی که امپراتور گائوزونگ از این ماجرا خبردار می شود با نگرانی و خشم شروع به سئوال کردن از وو می کند و او با خونسردی و با لبخند پاسخ می دهد؟"بگذارید این دو جادوگر شیطانی استخوان هایشان مست شود تا با زجر و بدبختی جان بدهند، چرا دل رئوفتان برای این دو زن خیانتکار می سوزد!" وقتی امپراتریس وانگ به دستورات از سوی وو اطلاع یافت، او تعظیم کرد و گفت: "باشد که اعلیحضرت امپراتور او را برای همیشه زنده بگذارد و ممکن است. ژائوی [(昭儀 ، عنوان امپراتریس وو) به عنوان یک صیغه، به طور شگفت انگیز از لطف وی به عنوان امپراتریس لذت ببرد)]، مورد پسند همیشگی قرار بگیرد آن هم در مقام ملکه. شاید باید این طور می شد، مرگ سرنوشت من است نه او آن هم از سوی دروغ. " با این حال، بانو شیائو ملکه وو را شدیدا نفرین کرد،  و گفت: "وو یک هیولا خیانتکار و پست است که نمیشود نظیرش را یافت! ممکن است که من به عنوان یک گربه دوباره تناسخ شوم و او به عنوان یک موش دوباره تناسخ شود، تا من بارها و بارها برای همیشه بتوانم گلو او را بگیرم." ملکه وانگ و بانو شیائو قبل از مرگ چندین روز در داخل کوزه های شراب رنج کشیدند، و امپراتریس وو اجساد آنها را از کوزه ها بیرون آورد  و سربرید، و بعد امپراتریس وو دستور داد بعد از سر بریدن، اجساد بدنشان را بسوزانند و بعد از مرگ آنان به امپراتریس خبر رسید که بانو شیائو شدیدا او را نفرین کرده است و وو از ترس این نفرین دستور داد که تمام گربه ها در چانگان بیرون شوند بخصوص در قصر هیچ گربه ای حق ورود ندارد، با این وجود امپراتریس وو در رویاهای خود می دید که امپراتریس وانگ و بانو شیائو به دنبال کشتن او هستند و او را ازار و اذیت می کنند، بعد از سالها که وو این کابوس ها را میدید، در سال ۶۶۵ زمانی که کنترل قدرت امپراتوری به طور کامل در دست امپراتریس وو افتاد و امپراتور گائوزونگ عملا از قدرت مدریت در اداره امپراتوری گذشت، وو به راحتی مرکز قدرت یعنی پایتخت را از چانگان به لوئویانگ تغییر داد که ارواح وانگ و شیائو دست از سر او بردارند و او خیلی کم پیش می آمد که وقت خود را در چانگان بگذراند.
با این وجود بسیار مورد تعجب است که ملکه وانگ و بانو شیائو چطور قادر به تحمل شکنجه های چند روزه غیر انسانی تا سر حد مرگ بودند، و او و بانو شیائو دو روز در کوزه های شراب زجر کشیدن تا این که سر بریده شدن و بدشان در آتش سوخت و این مرگ غیر انسانی برای تاریخ‌نگارها بسیار جنجالی است، همچنین هیچ مقبر و افتخار پس از مرگی برای آنها وجود ندارد و خاکستر بدن آنها را به طور مساوی در هم آغشته کردن و در چهار گوشه پایتخت چانگآن در هوا پخش کردن.

## تصویرسازی مدرن[۱]
- نقش او توسط چانگ چونگ ون در فیلم هنگ کنگی «امپراطور وو تسه-تین (Empress Wu Tse-Tien )» محصول ۱۹۶۳ بازی شد.

- نقش او توسط بان بان در سریال تلویزیونی هنگ کنگی «امپراطور وو» محصول ۱۹۸۴ بازی شد.

- نقش او توسط چن پی-لینگ در سریال تایوانی «امپراطور سلسله» محصول ۱۹۸۵ بازی شد.

- نقش او توسط ژنگ شوانگ در سریال تلویزیونی چینی «وو زتیان» محصول ۱۹۹۵ بازی شد.

- نقش او توسط ژانگ تانگ در سریال چینی «بانو وو: اولین ملکه» محصول ۲۰۰۳ بازی شد.

- نقش او توسط یان بینگیان در سریال تلویزیونی چینی «وو زی بی گ(Wu Zi Bei Ge)» محصول ۲۰۰۶ بازی شد.

- نقش او توسط جون هیون-آه در سریال تلویزیونی «یئون گه سومون» محصول ۲۰۰۶-۲۰۰۷ شبکه SBS بازی شد.

- نقش او توسط نی هونگ جی در سریال تلویزیونی چینی «منگ هوی تانگ چائو» محصول ۲۰۱۱ بازی شد.

- نقش او توسط ژو مو یین در سریال تلویزیونی چینی «دنیای زیبایی» محصول ۲۰۱۱ ایفا شده است.

- نقش او توسط جیانگ لین جینگ در سریال تلویزیونی «تاریخ مخفی ملکه وو» محصول ۲۰۱۱ ایفا شده است.

- نقش او توسط لان یان در سریال تلویزیونی چینی «تاریخ مخفی شاهزاده خانم تایپینگ» محصول ۲۰۱۲ ایفا شده است.

- نقش او توسط شی شی در سریال تلویزیونی چینی «ملکه چین» محصول ۲۰۱۴ ایفا شده است.

- نقش او توسط هو سانگ در سریال تلویزیونی چینی «شرلوک جوان» محصول ۲۰۱۴ ایفا شده است.

- نقش او توسط ترزا فو در سریال تلویزیونی چینی «دی رنجی افسانه‌ای» محصول ۲۰۱۷ ایفا شده است.

او یکی از شخصیت‌های اصلی رمان تاریخی «اژدهای سبز، ببر سفید» است که در آن ملکه وانگ در محاوره با نام پائولونیا شناخته می‌شود، دختری از نظر اجتماعی دست و پا چلفتی که وو زتیان - که در کتاب با نام یشم سیاه شناخته می‌شود - در ابتدا سعی می‌کند به او کمک کند، اما تلاش‌های او برای ایجاد یک دوستی واقعی توسط معشوقه دسیسه‌چینی پاک، مختل می‌شود.